# Peremoha, Kozeatîn
Peremoha (în ucraineană Перемога) este localitatea de reședință a comunei Peremoha din raionul Kozeatîn, regiunea Vinnița, Ucraina.

## Demografie
Componența lingvistică a localității Peremoha
     Ucraineană (98,38%)
     Rusă (1,62%)
Conform recensământului din 2001, majoritatea populației localității Peremoha era vorbitoare de ucraineană (98,38%), existând în minoritate și vorbitori de rusă (1,62%).